# Xuân Hoạch
Xuân Hoạch (sinh năm 1952), là một nghệ sĩ hát xẩm và nghệ sĩ nhạc cụ truyền thống người Việt Nam. Ông từng hoạt động trong Nhà hát Ca Múa Nhạc Việt Nam. Ngoài việc là một nghệ sĩ, ông còn là người chế tác và diễn tấu các nhạc cụ truyền thống như đàn bầu, đàn nguyệt, đàn đáy.

## Tiểu sử
Xuân Hoạch cho biết ông có họ là Nguyễn, nguyên quán ở xã Đông Tân, huyện Đông Hưng, tỉnh Thái Bình. Đa số mọi người trong gia đình ông đều có truyền thống nghệ thuật. Trước khi được tuyển vào học viện Âm nhạc Quốc Gia Việt Nam, ông từng là một diễn viên chèo nghiệp dư ở quê.

## Sự nghiệp
Xuân Hoạch vào trường nhạc từ năm 1966 khi mới 14 tuổi. Ông học đàn nguyệt với giảng viên Xuân Khải, rồi tốt nghiệp về làm nhạc công đàn nguyệt, đàn tam ở Đoàn Ca múa Trung ương (nay là Nhà hát Ca múa nhạc Việt Nam) cho đến khi về hưu nghỉ năm 2012.
Chỉ sau hai năm, Xuân Hoạch đã thành nghệ sĩ độc tấu nguyệt của đoàn ca múa nhạc quốc gia này. Không dừng ở nguyệt, Xuân Hoạch học thêm đàn đáy, người dạy ông là nhạc sư Đinh Khắc Ban. Thời gian đó, trong Đoàn ca múa nhạc Trung ương có một dàn nhạc dân tộc được tổ chức theo biên chế dàn nhạc giao hưởng với hơn 40 nhạc cụ. Xuân Hoạch đã độc tấu đàn đáy trên nền một dàn giao hưởng dân tộc.
Những năm gần đây, ông tiếp tục biểu diễn loại hình dân ca xẩm. Trong nỗ lực cứu hát xẩm khỏi sự thất truyền, Xuân Hoạch đã nghiên cứu và tìm kiếm tư liệu của các nghệ nhân cũ để khôi phục bộ môn nghệ thuật này. Năm 2009, ông trở thành học trò của nghệ nhân Phó Thị Kim Đức, đào nương cuối cùng của giáo phường Ca trù Khâm Thiên.
Năm 1990, Xuân Hoạch phục chế được chiếc đàn bầu mộc truyền thống đầu tiên. Trong công việc phục chế nhạc cụ truyền thống, ông từng nghĩ ra cách dùng quạt máy làm công cụ xe tơ và dùng bột gạo nấu thành hồ để gắn kết sợi tơ. Năm 2010, sau gần 8 năm nghiên cứu, Xuân Hoạch đã thành công phục chế tiếng tơ cho đàn đáy. Sau đó, ông đã phục chế dây tơ cho rất nhiều cây đàn dân tộc khác như đàn Nhị, Hồ, Bầu... Từ những vật liệu đơn giản như trúc phật bà, ống tre hay vỏ quả bầu nậm, dừa, Xuân Hoạch đã chế tác thành những chiếc đàn nhị với dáng vẻ khác lạ. Năm 2014, ông cùng một số nghệ sĩ nhạc cụ cổ truyền thành lập nhóm Đông Kinh cổ nhạc.
Tuy đã nghỉ hưu nhưng Xuân Hoạch vẫn tiếp tục giúp đỡ hướng dẫn các nghệ sĩ trẻ của Nhà hát Ca múa nhạc Việt Nam tập luyện hát xẩm và chơi đàn. Ông vẫn cùng các nghệ sĩ của Trung tâm Phát triển âm nhạc Việt Nam biểu diễn hát xẩm, ca trù, chầu văn vào những dịp cuối tuần tại khu phố cổ Hà Nội nhằm quảng bá nghệ thuật dân tộc tới các du khách quốc tế.

## Thành tích
Năm 1995, tại Liên hoan Nhạc cụ dân tộc toàn quốc, tiết mục độc tấu đàn đáy của Xuân Hoạch được tặng huy chương vàng.
Xuân Hoạch là 1 trong 3 nghệ sĩ của Việt Nam được Tổ chức World Masters - Những bậc thầy thế giới (WMOC) công nhận là nghệ nhân thế giới. Ông đã từng đoạt nhiều Huy chương Vàng trong các kỳ hội diễn chuyên nghiệp toàn quốc và đã được phong danh hiệu Nghệ sĩ ưu tú năm 1997, sau là nghệ sĩ nhân dân năm 2007.

## Nhận định
Ông được nhận xét là "bậc kỳ tài trong làng cổ nhạc" với khả năng chơi thành thạo nhiều loại nhạc cụ như đàn Nguyệt, Nhị, Hồ, Bầu, Đáy, Song Loan... Ngoài ra, báo Tổ quốc mệnh danh Xuân Hoạch là "ông vua hát xẩm".
Một số buổi trình diễn quốc tế hàng năm của ông được chào đón nồng nhiệt ở Hoa Kỳ, Nhật Bản, Hàn Quốc, Hà Lan, Anh, Pháp, Đức... Theo đánh giá của nhạc sĩ Thao Giang, Xuân Hoạch là "nghệ sĩ biểu diễn đàn bầu số 1 Việt Nam". Nhạc sĩ Thao Giang còn cho biết trong một lần tham gia Liên hoan âm nhạc truyền thống châu Á tại Nhật Bản, tiết mục độc tấu bầu và tự đệm bộ gõ bài Bốp (nhạc tuồng) của Xuân Hoạch đã làm "bạn bè thế giới kinh ngạc, thán phục khả năng siêu đẳng của một nhạc sĩ Việt".